# Афанасьєвський район
Афана́сьєвський район (рос. Афанасьевский район) — район у складі Кіровської області Російської Федерації. Адміністративний центр — селище міського типу Афанасьєво.

## Історія
17 століття територія сучасного району відносилась до Кайгородського повіту Пермської землі. 1718 року повіт був включений до складу Вятської провінції Сибірської губернії. 1727 року провінція була передана до складу Казанської губернії, 1780 року Вятська провінція та частина повітів Казанської провінції утворили окреме Вятське намісництво, яке було розділене на 13 округів, у тому числі Кайгородський та Глазовський, куди входили землі сучасного району. 1796 року намісництво було перетворено в губернію, яка розділялась на 10 повітів, в тому числі Глазовський та Кайгородський. Останній, однак, повіт був ліквідований, а територія увійшла до складу Глазовського та Слободського повітів.
5 січня 1921 року із частин волостей обох повітів був утворений Омутнінський район, куди увійшли землі сучасного Афанасьєвського району. 1929 року було утворено Нижньогородський край, куди увійшли землі ліквідованої Вятської губернії. 10 червня того ж року в межах краю були утворені райони, в тому числі й Зюздінський район з центром у селі Афанасьєво. До складу району увійшли Афанасьєвська, Бісеровська (1924 року до її складу увійшла ліквідована Георгієвська волость) та Гордінська волості Омутнінського району. Новостворений район увійшов до складу Вятського округ Нижньогородського краю. 1935 року зі складу Зюздінського району був виділений Бісеровський район. 1934 року Зюздінський район увійшов до складу Кіровського краю, з 1936 року він у складі Кіровської області. У вересні 1955 року Бісеровський район був ліквідований, територія була повернута до складу Зюздінського району. 1963 року район був перейменований в сучасну назву.
7 грудня 2004 року, в рамках муніципальної реформи, у складі району були утворені 1 міське (Афанасьєвське) та 15 сільських (Березівське, Бісеровське, Борське, Верхньо-Леманське, Георгієвське, Гордінське, Ілюшівське, Ічетовкінське, Кувакуське, Литкинське, Московське, Пашинське, Пурінське, Ромашівське, Савінське) поселень. 2007 року Георгієвське поселення було включено до складу Бісерівського, Березівське — до складу Борського, Верхньо-Леманське, Ілюшівське, Кувакуське, Московське, Пурінське та Савінське — до складу Ічетовкінського, а Ромашівське — до складу Пашинського сільського округу.

## Населення
Населення району складає 12547 осіб (2017; 12693 у 2016, 12790 у 2015, 12956 у 2014, 13068 у 2013, 13331 у 2012, 13776 у 2011, 13848 у 2010, 14575 у 2009, 16639 у 2002, 19041 у 1989, 22677 у 1979, 28631 у 1970).

## Адміністративний поділ
Станом на 2010 рік район адміністративно поділявся на 1 міський та 6 сільських поселень, до його складу входило 203 населених пункти, з яких 34 не мали постійного населення, але ще не були зняті з обліку:
| Поселення                        | Площа, км² | Населення, осіб (2002) | Населення, осіб (2010) | Населення, осіб (2017) | Центр               | Населені пункти |
| -------------------------------- | ---------- | ---------------------- | ---------------------- | ---------------------- | ------------------- | --------------- |
| Афанасьєвське міське поселення   |            | 3474                   | 3435                   | 3454                   | смт Афанасьєво      | 1               |
| Бісеровське сільське поселення   |            | 1601                   | 1358                   | 1219                   | село Бісерово       | 30              |
| Борське сільське поселення       |            | 1533                   | 1037                   | 837                    | селище Бор          | 16              |
| Гордінське сільське поселення    |            | 1856                   | 1695                   | 1521                   | село Гордіно        | 30              |
| Ічетовкінське сільське поселення |            | 4905                   | 4109                   | 3790                   | присілок Ічетовкіни | 79              |
| Литкинське сільське поселення    |            | 1140                   | 712                    | 553                    | селище Литка        | 2               |
| Пашинське сільське поселення     |            | 2130                   | 1502                   | 1173                   | село Пашино         | 45              |

## Найбільші населені пункти
| №  | Населений пункт | Населення, осіб (2002) | Населення, осіб (2010) |
| -- | --------------- | ---------------------- | ---------------------- |
| 1  | Афанасьєво      | 3474                   | 3435                   |
| 2  | Бісерово        | 769                    | 805                    |
| 3  | Ічетовкіни      | 801                    | 722                    |
| 4  | Бор             | 946                    | 630                    |
| 5  | Гордіно         | 588                    | 569                    |
| 6  | Литка           | 824                    | 494                    |
| 7  | Камський        | 499                    | 377                    |
| 8  | Варанкіни       | 323                    | 356                    |
| 9  | Пашино          | 337                    | 291                    |
| 10 | Московська      | 296                    | 238                    |